# Ekvivalent banan-dos

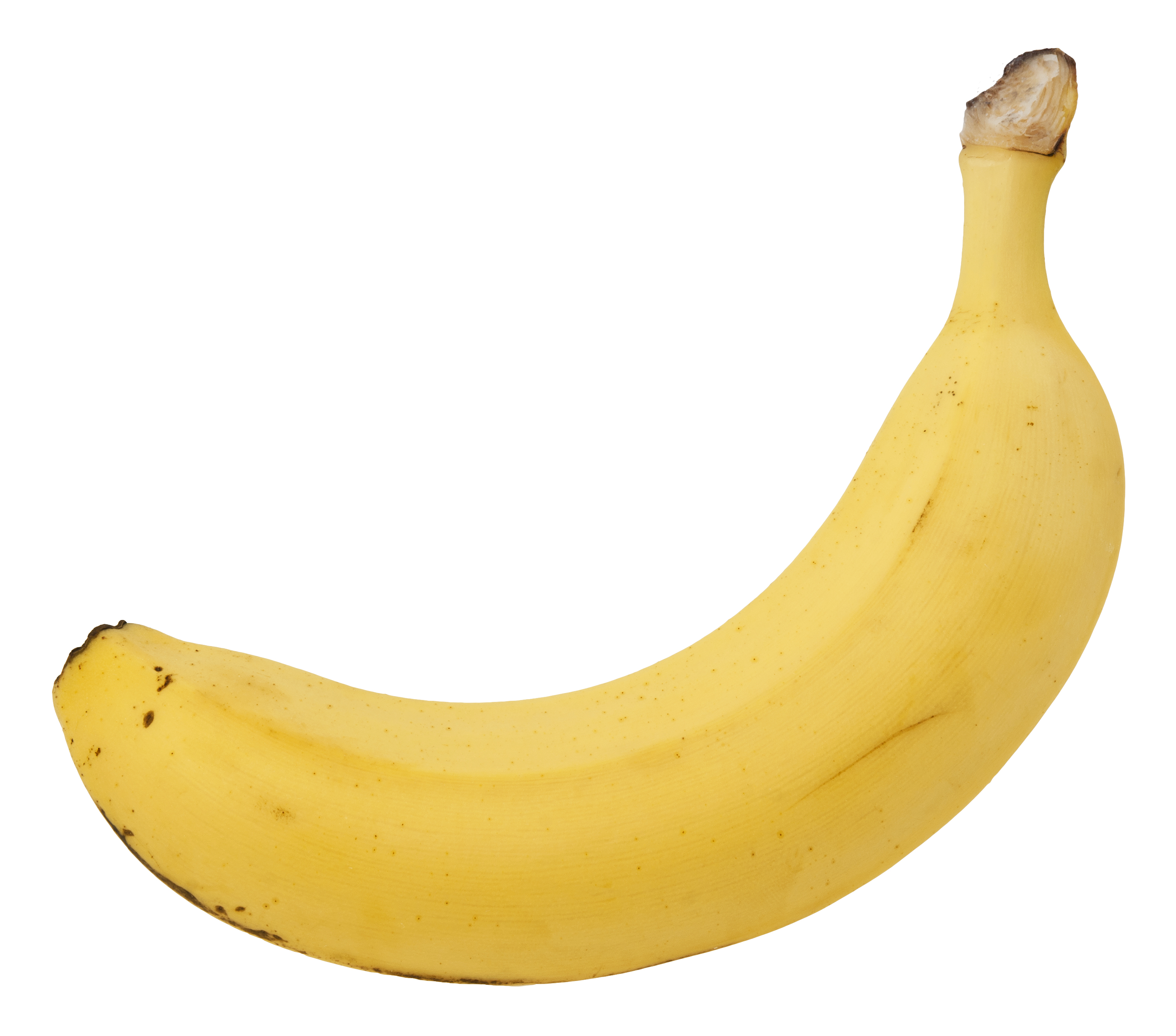
En banan innehåller naturligt förekommande radioaktivitet i form av kalium-40.

Ekvivalent banan-dos (Banana equivalent dose eller BED) är ett informellt mått på bestrålning, avsett som ett pedagogiskt exempel för att jämföra stråldoser med den dos som erhålls vid intag av en vanlig banan. En vanlig banan innehåller cirka 15 Bq naturligt förekommande radioaktivitet, framförallt kalium-40, en av flera naturligt förekommande kalium-isotoper. Att äta en banan skulle kunna anses ge stråldosen 1 BED som ofta anges motsvara 0,1 µSv (0,1 mikroSievert), vilket i sin tur är cirka en hundradel av normal daglig dos från bakgrundsstrålning.
Dosen är dock i praktiken inte kumulativ, då kroppen upprätthåller en balans av kalium, där överskott utsöndras med kroppens ämnesomsättning. Den ekvivalenta banan-dosen (BED) är därför ett populärt sätt att åskådliggöra den naturliga förekomsten av låga strålnivåer i mat men används inte formellt vid radiologimätningar.

## Historia
Ursprunget till begreppet är inte helt klarlagt, men ett tidigt omnämnande återfinns i en mail-lista (RadSafe nuclear safety mailing list) från 1995, där Gary Mansfield vid Lawrence Livermore National Laboratory nämner att han funnit den ekvivalenta banan-dosen vara mycket användbar vid försök att förklara extremt små doser och motsvarande små risker för allmänheten ("... found the banana equivalent dose to be very useful in attempting to explain  infinitesimal doses (and corresponding infinitesimal risks) to members of the public"). Ett värde på 9,82×10−8 Sv eller omkring 0,1 μSv (mikroSievert) föreslogs för en vanlig banan med vikten 150 gram.

## Användning

Ungefärliga stråldoser, från obetydliga till dödliga, i sievert. BED är den tredje översta blå (från Randall Munroe).

Den ekvivalenta banan-dosen (BED) är ett informellt mått, så varje jämförelse blir med nödvändighet ungefärlig, men kan vara  användbar för att ge en populär beskrivning av risker med joniserande strålning.
Alla människor utsätts för bakgrundsstrålning från kosmisk strålning från rymden och naturliga radionuklider i luft och mark samt i den egna kroppen. Utöver detta fås ytterligare stråldoser från flygresor, medicinsk diagnostik, byggnadsmaterial med mera. Tillsammans ger dessa oundvikliga respektive svårundvikliga bidrag av strålning cirka 2–4 mSv/år, eller cirka 10 μSv/dag. Om stråldosen från att äta en banan är 0,1 μSv så är detta ungefär 1% av den normala dagliga stråldosen, eller så kan man säga att den normala dagliga stråldosen motsvarar 100 BED.
Största tillåtna tillkommande dos för närboende vid ett kärnkraftverk i Sverige är 0,1 mSv/år (100 μSv/år), vilket motsvarar 1 000 BED  per år eller 3 BED/dag, medan till exempel en datortomografi kan ge 7 mSv = 70 000 BED.
Stråldoser på 5 till 10 Sv är dödliga, vilket motsvarar cirka 50 000 000 till 100 000 000 (50 till 100 miljoner) BED. En person boende cirka 16 km från reaktorerna i Three Mile Island utsattes för en genomsnittlig stråldos på 80 μSv = 800 BED under Harrisburgolyckan 1979.

## Dosberäkning

### Radioaktiv källa
Den dominerande naturliga källan till radioaktivitet i djur och växter är kalium: 0,0117% av allt kalium består av den naturligt förekommande radioaktiva isotopen kalium-40. Denna isotop sönderfaller med en halveringstid på omkring 1,25 miljarder år, och är orsaken till att radioaktiviteten i naturligt kalium är cirka 32 becquerel/gram (Bq/g), vilket innebär att  det i 1 gram kalium varje sekund sker ett sönderfall av 32 atomer.
Djur och växter innehåller även naturligt förekommande kol-14 (14C), men detta ger mycket små stråldoser. En banan innehåller typiskt omkring ett halvt gram kalium, vilket har en aktivitet på omkring 15 Bq. Även om detta är en mycket liten mängd aktivitet så kan en lastbilslast med bananer utlösa larm i detekteringssystem i amerikanska hamnar avsedda för att upptäcka försök att smuggla radioaktivt material.
Dosen från radioaktivitet genom födointag definieras som intecknad dos vilket beaktar hur aktiviteten upplagras i kroppen innan den klingar av eller utsöndras. Den effektiva intecknade dosen anges typiskt som den dos som fås under en tidsperiod av 50 år efter intaget av radioaktivitet.
Enligt US Environmental Protection Agency (EPA), ger ett intag av rent kalium-40 en intecknad dos över 50 år på 5,02 nSv per intagen becquerel för en normal vuxen person. Med denna faktor blir 1 BED = 5,02 nSv/Bq × 31,7 Bq/g × 0,5 g ≈ 79,6 nSv ≈ 0,080 μSv, vilket avrundat blir 0,1 μSv. ICRP, the International Commission on Radiological Protection uppskattar denna doskoefficient vid intag av kalium-40 till 6.2 nSv/Bq, vilket på samma sätt ger att 1 BED = 0,098 μSv, vilket även detta efter avrundning blir 0,1 μSv.

### Kritik
Flera källor påpekar att begreppet ekvivalent banan-dos BED är felaktigt då stråldosen till en person faktiskt inte ökar genom att äta några bananer.
De naturligt förekommande nukliderna i människokroppen (huvudsakligen 40K) anges ge en dos på 0,16 mSv/år ≈ 0,5 μSv/dag ≈ 5 BED/dag, men den intecknade dosen i människokroppen ökar inte vid intag av bananer, då mängden kalium (och därmed också isotopen 40K) i människokroppen är mycket konstant genom homeostas. Ett extra tillskott kommer därför att snabbt kompenseras genom att kroppen utsöndrar motsvarande mängd.

## Strålning från andra livsmedel
Vissa andra livsmedel som potatis, kidney-bönor, solrosfrön och nötter har också höga kaliumhalter, och därmed 40K. Paranötter kan förutom höga halter av 40K också innehålla märkbara mängder av radium, där det observerats aktivitetskoncentrationer på upp till  444 Bq/kg (12 nCi/kg). Vissa typer av bordssalt kan innehålla små mängder av radium, medan tobak innehåller små mängder torium, polonium och uran.